# コブラ (架空の人物)
コブラは、寺沢武一の漫画『コブラ』およびそれを基にしたアニメ作品などに登場する架空の人物。同作品の主人公である。
本項では彼の代表的な使用武器であるサイコガン、パイソン77マグナムについても併せて解説する。

## キャラクター概要
快速宇宙船タートル号を駆り、左腕に仕込まれた#サイコガンで銀河系に海賊コブラとしてその名を轟かせた一匹狼の宇宙海賊。本人の弁によるとならず者からは「毒ヘビ」と呼ばれ、銀河パトロールでは「330号」の犯罪者番号が打たれているという。
海賊ギルドの残忍非道なやり方が気に入らず、彼らの艦を片っ端から撃墜していたが、ギルドの幹部であるバイケンを取り逃がした事で目を突けられ、ギルドから命を狙われる事となる。ギルドに賞金首にされ、ギルドとバウンティハンターに命を狙われる果てのない闘争に疲れ切ったため、3年前（映画版では2年前、旧TV版では5年前）に自分の死を偽装してアウトローの世界から姿を消す。さらには自らの記憶も封じ、顔も整形手術で美男子風の整った顔立ちからタレ目で団子鼻のややとぼけた印象の顔に変え、貿易会社の平凡なサラリーマン、ジョンソンとして生活していた。しかし変わらぬ日々に飽きていた為、メイドロボットのベンの助言で、トリップムービー(自分が見たい夢を実際に体験している様に見れる機械)を見に行った際に、機械の誤作動で自分の中に眠っていた記憶を夢として見る。その後、興奮冷めやらぬまま帰宅する途中ハイウェイで事故を起こすが、偶然にも相手がかつて取り逃がしたバイケンであり、窮地に陥った際に無意識にサイコガンを発射する。慌てて逃げるが自宅で自分の記憶のズレから、自分が海賊コブラの素性を隠すに至った一部始終を思い出す。ベンに偽装していた相棒のアーマロイド・レディと共に追っ手を撃破したコブラは、心から求めていたはずの平凡な生活に飽きてしまったことを自嘲しながら、彼女と共に再びスリリングな海賊稼業に身を投じることになる。
旧TV版ではバイケンからのギルドへの勧誘を「性に合わない」と断り、銃を抜いたバイケンの左目を撃ち抜いて返り討ちにしたために賞金首にされていた。トリップムービーを見た後はスリリングな夢のおかげで高調した気分のままカジノに行って大勝ちするが、偶然にもそこはバイケンが経営するカジノであり、大勝の報いとして殺されかけた際にサイコガンを発射。以降は原作同様の流れで記憶を取り戻す。また、整形後の顔を「結構気に入っちまってる」と語っており、新たな整形はしなかった理由となっている。

## 性格・人物
普段は整形した面立ちに合わせたような冗談やとぼけた言動が多い三枚目だが、ここ一番では正統派ハードボイルドヒーローの顔を見せて凛々しい活躍をする。
キャプテン・ドレイクのような正統派海賊たらんと常に心がけており、一匹狼ながら義理や友情を重んじ、無用な殺人を嫌う。生業である海賊稼業に関しても「殺人はせずスマートにやりたい」と自らの信条を口にしており、信条を曲げずに仕事をすることがどうしても無理であると判断すれば、どのような宝が目の前にあろうとあっさり諦める。「カゲロウ山」や「ギャラクシーナイツ」のように周囲から宝目当てで来ていると思われつつ、実は宝が目的でなかった事もあり、そのような場合は仮に宝を目の前にしても目的さえ果たせば一切興味を示さない。その一方で悪党相手や自衛のためなら殺人もいとわず、特に激怒した時や血も涙もない悪党に対しては「地獄が寝ぐら、悪魔が友の、本物の殺人者」の顔を見せて一切容赦しない。
“海賊”と一応呼ばれているが、本業は窃盗犯で、厳密には宇宙海賊ではない。しかも標的は“高嶺の花”である財宝や希少品の美術品に限られており、難攻不落の厳重な警備を己の才覚と装備のみで潜り抜け、盗み取ることに生き甲斐を見出している。またその標的が実は古代火星文明の遺物であり海賊ギルドにも宇宙征服の手段として狙われていると知った場合、「銀河パトロールよりも嫌いなギルド」の野望を阻止するために所有者と共闘することもある。“自分までも死にたくないから戦うだけ”であり、結果的に銀河系宇宙全体を救うことになるのは自身にとっては“行き掛けの駄賃”に過ぎない。典型的義賊である。
かなりの女好きで手も早いが、相手は概ね20代ほどのグラマーな地球人型の美女に限定される。「守備範囲」ではない醜女、年輩の女性、未成年者、そして地球人型以外の女性には手をつけない。それ故、女性に対しても基本的に優しく特に美女に弱いが、敵対者や悪党とあらば例え女性であっても容赦はしない。旧TV版では子供に対して優しく気のいい一面も見せている（原作には子供は基本的に登場しない）。
高額の懸賞金が掛けられた賞金首である。10万ドルの賞金首として全宇宙に手配されていたが、情報屋のミス・マドウによればその額でも本気で首を狙おうとする者がいなかったために「ザ・サイコガン」編でギルドから300万ドルの賞金が懸けられた。旧TV版では、賞金稼ぎのジェーン・ロイヤルの弁によるとコブラに懸けられた賞金は700万ドル（第3話）、ギルドが雇った殺し屋・ターベージの弁では1万クレジット（第5話）、その雇い主であるクリスタル・ボーイが別に雇った情報屋たちの会話では700万ビート（第6話）とされている。いずれにせよ、本人曰く「天文学的な額の賞金が懸かっている」ことは確かである。
生粋の地球人だが、500kgというゴリラ並みの握力（本人のセリフより）、100メートル走5秒、特殊強化サイボーグの腹を正拳突きで打ち抜けるなど、超人的な肉体と精神力の持ち主。もっとも、真の実力を見せるまでは相手に叩きのめされている。本人は「オリンピックに出れば金メダルでオセロができる」と豪語し、スキーやラグ・ボール（作中に登場する野球に似た球技）でも超一流の腕前を披露するなど、スポーツに関しても常人離れした身体能力を発揮する。生命力は相当なもので高所から落ちても死ぬことはなく（「刺青の女編」、「聖なる騎士伝説」にて）、かなりの深手でさえ致命傷にはならない。「死の商人編」、「神の瞳編」では全身を凍結させられたが蘇生した。「黄金の扉編」では体を貫通するほどの重傷を負って自身の船の中で治療を受けたが、その時同乗していた人物はコブラの回復スピードを見て「トカゲのシッポ」と評したこともある。こうした地球人離れした異常な身体能力について本人は「毎朝コーンフレークを山盛り2杯食べていたおかげ」「出がけに赤まむしドリンクを飲んできた」「好物はほうれん草」などととぼけた返答をしており、真の理由は不明である。旧TV版で強引に健康診断をされた際には「完璧」と評されるほどの健康体であった。倒した相手（特殊強化サイボーグだったりする）が「馬鹿な……この俺（私）を素手で倒せるなんて……貴様は一体何者なんだ……」と今際の際に呟いても「俺か。俺は不死身のコブラだ」と無表情で答えるのみ。
葉巻が大好きで、常にくわえていて、どんな時でも手放さない。これはコブラ自身がヘビースモーカーであるというのに加え、葉巻に偽装した時限爆弾や酸素カプセルなど様々な道具を持ち歩いているためでもある。
驚いた時・感動した時には口笛を吹く癖がある（ふきだしには「ヒューッ」と表記される）。また、いかなる困難も突破する肉体と精神力とは裏腹に、度々「まいったね」と口癖のようにぼやく。

## 容姿・服装など
身長8フィート4インチ（約250cm）、体重193ポンド（約87.5kg）（「ラグ・ボール」編でのレッド・サクソンズ入団時）。ただしこの身長だと、コブラの対戦相手である一軍チームの選手ゲルドと同じになってしまう。作画を見る限り彼のほうが遥かにコブラより身長が高く、旧TV版では6フィート4インチ（約190cm）となっている。旧TV版終了後に執筆された「地獄の十字軍」編でも、棺桶屋がコブラの身長を測って「190ってとこか」と言う場面がある。
外見は白人の男性といった感じの容貌で、筋肉質の体をしている。整形前は栗色の長髪だったが、整形後は金の短髪にしており瞳の色はエメラルドグリーン。常に葉巻をくゆらせ、また口元に不敵な笑みを浮かべていることが多く、作中でも「リターンコブラ」編で「葉巻をくわえた、にやついた男」といわれている。原作者の寺沢によると、この容姿のモデルはフランスの俳優・ジャン＝ポール・ベルモンドである。なお、整形前の端麗な容姿は第1話で描かれており、旧TV版ではこれを元にして若い頃のコブラが描かれている。彼の過去を描いたその後のエピソードでも描かれているが、発表時期により異なっている。
普段の服装は、「サラリーマンのジョンソン」時代と同じブーツと身体にぴったり張り付いたタイツ調の服装で、黒いベルトで腰を締めている以外は、いずれもカラーは赤で統一されている。アニメ化される以前のコミックスの表紙などに使用されたカラーイラストでは紫になっていたが、アニメ化されてからは寺沢のイラストでも赤で描かれるようになった。ブーツの踵には強力なスクリューが仕込まれており、人を抱いた状態でも水流に逆らって推進することができる。これはカッターとしても使用可能で、触手に足を絡まれた際などに脱出に使用している。ベルトの金色の四角いバックルはカメラとして使用可能なもの、着脱式の双眼鏡として使用可能なものなどがある。前者は「刺青の女」編で、後者は「タイムドライブ」編で使用。両手に嵌めている黒いリストバンドには、通信機やワイヤーの命綱、危険物感知機、カッターなどが内蔵されている。ワイヤーは移動手段としても使用可能でコブラはこれを壁などに打ち込み、ターザンさながらのアクションを披露している。
映画版及び旧TV版では、ブーツの爪先には刃が内蔵されていた。これは武器として使用したわけではなく、映画では崖から落ちそうになったときに滑り止めとして使用した。旧TV版では人一人ほどの幅しかない壁と壁の間を降りていく際に、左右の壁に突き刺して使用しているほか、リストバンドのワイヤーの代わりにヨーヨーに似たタイプのワイヤーを使用したこともある。
ほぼ常に葉巻をくわえており、水中や気絶している時でさえ葉巻を離さず、甲冑を着た際も葉巻をくわえたまま面頬を下げるほど（ただし、ドミニクの死の証拠を目の当たりにした時は、ショックのあまり口から抜け落ちてしまった）。喫煙用のものだけとは限らず、酸素が圧縮されている「オキシ・シガー」や、煙幕の出せるもの、手榴弾になる「マイト・シガー」、レーザーが発射できるもの、ペンライト内蔵型など様々な細工を仕込んだものも携帯している。葉巻の銘柄は、「黄金の扉」編や「タイムドライブ」編における本人の弁によると「トルコ巻」とのこと。
コブラの名前どおり、コブラ科のヘビの背面にある斑紋を模したマークをトレードマークとして使用している。これはサイコガン、タートル号（「ザ・サイコガン」編以降のデザイン）などに使われている。マークのデザインも連載当初は丸メガネのような形だったが、「ザ・サイコガン」編以降は直線的なデザインとなった。
初めて真の“恐怖”を味わうこととなった「ある事件」で切断された左腕に、精神力をエネルギー波に変えて撃ち出す銃「サイコガン」を仕込み、普段は上に義手を被せて隠している。この義手は非常に精巧な物で、記憶を封じていたジョンソン時代はサイコガンを使用するまで本人すら義手を装着していたと気付かなかったほどであり、カモフラージュ装置によってレントゲンなどの探査を受けても生身の腕と判別できないようになっている。ジョンソン時代には記憶が完全に戻る前に嵌めたままでバイケンを撃ったために壊れてしまい（自分の左手首から先がなぜか黒焦げになり銃身が覗いているのを見て仰天している）、記憶が戻った後、自室に隠してあった予備を装着している。義手は放り出したり置き去りにされても遠隔操作で手元に呼び戻すことができ、空気噴射で空を飛んだり、サイコガンを使ってロケットパンチの要領で射出も可能。ただし右手に持ったり口にくわえたりすることも多く、「右手がふさがっている時はサイコガンが抜けない」、「サイコガンを抜いているときは左手が使えない」という「ハンディキャップ」がある。
劇場版では義手がどこかに転送されてサイコガンが現れる描写となっており、原作およびその後に製作されたTV版と異なっている。
コブラの弁によれば、利き手はサイコガンを仕込んである義手の左手だが、劇中で葉巻をくわえたり、パイソン77マグナムを撃つ場面などでは右手を使うことがほとんどである。

## 使用武器
コブラが主に使用している武器として、サイコガンとパイソン77マグナムがある。特に、サイコガンはコブラの代名詞とも言うべき武器であり、コブラとサイコガンの組み合わせは手配書に描かれるほど有名である。その手配書には、左腕のサイコガンを掲げる整形前のコブラが描かれている。サイコガン、77マグナム共に初期はデザインが一定していなかった。

### サイコガン
「ある事件」で左肘より先を失ったコブラが代わりに装着している、精神（）エネルギーを破壊エネルギーに変換して撃ち出す銃。コブラの強力な精神力あっての武器である。製作者は地球・日本の鉄砲鍛冶である不知火鉄心（）。
普段は上から義手が被せてあり、使用時には右腕などで義手を外す必要があるが、対クリスタルボーイ戦ではサイコガンの威力で義手を砲弾の様に打ち出して強化クリスタルガラス製のボディを破壊している。また義手は外見や動作のみならず、透視検査でも生身の腕にしか見えない仕掛けが施されている。また義手を一時的に放棄しても自力で飛行させて回収可能である。
連載当初はサイコ・ガンと黒丸入りで表記されていた。また、当初は手首までの長さで描かれていたが、現在では腕よりも太く描かれ、銃身も銃口が中指まで伸びるなど、連載当初に比べて長くなっている。設定では収納時は縮んでおり、義手を外すと銃身が原寸まで伸びる仕掛けになっている。
射出されるエネルギーが精神エネルギーを元にしていることから、コブラの命が尽きない限り弾切れはあり得ない上、「撃つ」という意思を持った時点で発射されるため、発砲する際のタイムラグが存在しない。また思うがままに弾道を曲げて障害物の後ろの敵を撃ったり、相手の気配のみで狙ったりすることも可能。OVAでは、1本のビームが途中で3本ほどに分岐して複数の敵を撃ち抜くという描写もなされた。レディ曰く「サイコガンは心で撃つもの」。
その威力は精神力の大きさに比例するので、コブラの意思によってパワー制御も自由にできる。低出力で撃つことで相手を殺さず気絶させることもでき、ショックガンとしての運用も可能だが、絶好調や怒りなどの感情で精神力が昂まっている時は、戦艦ですらも撃沈できる。「惑星さえも撃ち砕いてみせるぜ」とは、本人の弁。実際に「ラグ・ボール」編では、金庫室を構造的に巨大サイコガン化してサイコエネルギーをチャージ、光線銃に至るまであらゆるエネルギーを吸収して生きる宇宙生命体・マーメイドを一撃で吹き飛ばした。反面、敵の攻撃などでダメージを受け、コブラの精神力や気力が落ちている時には威力も落ち、敵から「紙一枚焦がす力も残ってはいまい」と嘲笑されたこともあった（「サイコガンの秘密」編、「ザ・サイコガン」編」）。最大出力に限度がないという構造から、通常時はコブラの精神力と銃身双方にかかる負担を少なくするため、パワーセーブをかけて使用している。
弾道が重力の影響を受けて狂うこともある。「サイコガンの秘密」編序盤では地球の重力に慣れていないためか、銃撃戦で一発外している。また、「黄金の扉」編では、強力な重力場の影響でビームが直進せず、軌道を曲げられて一発も当たらないという事態が起こった。また、基本的に特性が光線銃と同じため、それを応用したサイコガンを無効化する相手や装甲、防具類も数多く登場しているが、コブラも義手をサイコガンで打ち出す、耐熱特性を持っていない相手には連続で撃ち込むことにより蒸し焼きにするなどの知恵と機転で対抗している。
先述の通り、コブラとサイコガンの組み合わせは手配書に描かれるほど有名である。整形後のコブラの顔はほとんど知られていないが、サイコガンを使ったために正体を知られることが珍しくない。逆に顔が違う所為でコブラだと気付かない相手に対して、名刺代わりに使用することもある。例えば「ラグ・ボール」編では、リック・ブルーこと、元海賊でコブラの旧友であるザック・シモンに対してこれを行った。
サイコガンは工具などを用いずとも容易に脱着が可能になっている。作中でも寿命を迎えて破損し発砲不能になった初代サイコガンを不知火鉄心が生前に造っておいた2代目と戦闘中に換装しているし、「6人の勇士」編では自分が死んだと偽装するためにわざと取り外して、アーシュラ中佐をだまして油断を誘った。逆に、「聖なる騎士伝説」編では玄武鬼に囚われた際、サイコガンを奪われ武器コレクションルームに展示されたこともあった。
「マジックドール」編終盤では、舞台となるマハドーマ星の魔力の影響で、義手共々「本物の左腕」になってしまい、使用不能に陥ってしまった。
原作者・寺沢はサイコガンのイメージを座頭市の手にする「仕込み杖」と語っており、劇中でも「海底の墓標」編で時代劇の侍さながらにサイコガンを抜く場面がある。
商品化もされており、1度目は旧TV版放送時にスポンサーのバンダイから玩具として、2度目はコスパより500個限定で発売、3度目はプライズゲームの景品として、4度目は2008年6月2日に1/1スケールモデルとして、ブラックとブルーメタルの2種類が発売された。
コピーサイコガン（ジゴバモデル）
ジゴバが電送されてきたサイコガンの盗撮写真を元に製作した。オリジナルとは異なり、ヘッドセットから送られる精神エネルギーを、ケーブルで繋がった手持ち銃で撃ち出すスタイル。完成早々にジゴバの部下がコブラを返り討ちにするために使用されたが、当の彼等がサイコガンの扱いに慣れていなかったことに加え、ジゴバがサイコガンの性能や特性を完全に解析できていなかったため、ただの「威力が強力な、弾切れしない銃」でしかなく、コブラの本家サイコガンの威力の前にたちまち全滅している。

### パイソン77マグナム
クリスタル・ボーイなどサイコガンの通用しない相手に対して、鉛固体弾丸をマグナム実包で撃ち出す、19世紀の頃からの原理が用いられた回転式拳銃「パイソン77マグナム」を使用している。ボーイからは「博物館入りのシロモノ」呼ばわりされたが、サイコガン以外の光線銃や連射型熱線銃が肌に合わないコブラは、この銃に絶大な信頼を置いている。77という数字は商品名であり銃の口径を表すものではない。
初期はデザインが一定していなかったが、後にコルト・パイソン（6インチ銃身モデル）と同一のデザインとなる。コブラ曰く「バケモノじみた大きさとズシリとした重さがオレの命を守ってくれる保証」とのこと。並外れた腕力を持つコブラだからこそ扱える代物であり、普通の人間が撃っても反動で腕が吹っ飛ぶと言われている。
装弾数6発、作動方式ダブルアクション、銃口初速2000m/s。
500mからの距離から撃っても厚さ100センチのメタライト（特殊合金）を撃ち抜くという小型のミサイル並みの威力を持つ。直撃せずとも衝撃波のみで周囲のものが破壊でき、さらには水中でも撃つことができる（「神の瞳」編。実銃自体、火薬に酸化剤が含まれるため撃発に酸素は必須ではなく、水中どころか宇宙空間でも発射出来る。薬莢は密閉空間のため、酸化剤がないと燃焼ができない）。コブラの弁によれば電子制御装置が組み込まれており、コブラと彼以外の識別が行われるためコブラ以外は引き金を引いても撃発できない。
サイコガンが使用するのに義手を外す必要があるのに比べて、こちらはホルスターから取り出すだけで撃てるため、早撃ちに関してはこちらの方が有利だが、リボルバー式拳銃の宿命として装弾数6発という弱点を抱えている。「シドの女神」編、「神の瞳」編ではそれを敵から指摘された。
拳銃ならではのサイズを生かし、警戒する相手に向けてこっそり物陰で構えるのに適している。「刺青の女」編、「六人の勇士」編、「地獄の十字軍」編がその例。いずれの場合も相手に気づかれたのか、発砲には至らず。
「シドの女神」編では、マゼラン博士の研究所内での射撃訓練でコブラは0.1秒で6発全部を撃ち、銃声が1発分しか聞こえないという早撃ち（しかも、3つの標的の中心に2発ずつ命中）を披露し、「地獄の十字軍」編では手にした銃の重さだけで弾丸が抜かれていることを見抜いた。
「神の瞳」編では、新しいサイコガンを手に入れる前に訪れた金星のマダム・ドローレの館での戦いでこの銃により窮地を切り抜けたが、「ザ・サイコガン」編序盤でのハンマーボルト・ジョーとの戦闘中に破壊された。しかし、その後の「ブルーローズ」編で新しい77マグナムが登場しており、サイコガンほど希少な銃ではないようである。
先述の通り、電子制御装置が組み組まれているので普通の拳銃よりも若干複雑な構造であるが、それでもサイコガンに比べれば単純な構造であり、「マジックドール」編終盤ではサイコガンとは対照的に、「複雑な物ほど影響を受けやすい」マハドーマ星の魔力の影響を受けづらく、結果としてメガ・カーンとの戦いの最中サイコガンが義手共々本物の左腕と化して窮地に陥ったコブラが逆転の切り札として用いた。
旧TV版のエンディングにも登場している。サイコガンのように商品化はされていない。
このほか、先述のマイト・シガーや小型の火炎放射器として使うこともできるライターがある。ワイヤーを武器として使用することもあり、「神の瞳」編では相手にワイヤーを打ち込み、そのまま教会のキリスト像に磔にしたことがある。

## 年齢
コブラの年齢ははっきりとしていない。惑星ダグザードのヘドバ・シティー郊外にある墓場に埋葬されたという形で自分の死を偽装してタートル号を隠しており、そこに仮の墓があるが、墓碑に刻まれた生没年が2303-2927となっている描写もあれば、没年が2355となっている描写もある。「ブルーローズ」編では、120歳の女性・竜樹がコブラの3倍も生きていると発言していることから、この時点では40歳近くということになる。旧TV版では生没年が2308-2332となっていることから、これが正しければ自分の死を偽装したのは24歳頃となり、旧TV版で記憶を取り戻したのがその5年後なので、物語開始時点での年齢は29歳ぐらいということになる。映画版では墓碑に刻まれた生没年が2005-2037で、これが正しければ2年前に死を偽装した時点で32歳頃なので、作中での彼の年齢は34歳ぐらいと推定できる。
ただし、「シドの女神」編のボス・サラマンダーの正体に関するコブラの台詞から、本作の時代設定は現代から約3000年後となるため、上記の生没年表記は西暦ではなく他の暦法（銀河系標準暦など）によるものとみられ、1年の長さも地球とは異なっている可能性がある。

## 使用した偽名など
ジョンソンの他、劇中でジョー・ギリアンという偽名を名乗ったこともある。前者は先述の通り海賊稼業の休眠中に貿易会社のサラリーマンとして使用、後者は「ラグ・ボール」編で「レッド・サクソンズ」チームに新人選手として潜入するのに使用したのが初出。以降、「カゲロウ山登り」編ではジョンソンを、「聖なる騎士伝説」編、「ザ・サイコガン」編、「タイムドライブ」編、「ブルーローズ」編ではジョー・ギリアンをそれぞれ必要に応じて名乗った。旧TV版では「二人の軍曹」編にあたる第26話でもジョンソンを名乗っている（原作では偽名は使っていない）。
また、ジェームズ・ボンド、ジョン・ウェイン、ピーターパン、サンタクロースとうそぶいたこともある。この他「異次元レース」編では、高額の賞金首「ネホバ・キッド」に仕立てられたり、「ザ・サイコガン」編では運転手のサルバドールという名前にされたこともある。

## キャラクターとしてのコブラ
『週刊少年ジャンプ』連載当時の70年代、一部の例外を除いて少年誌の主人公は少年が定番だった。また、現在でも主な購買層として想定している読者の年齢に合わせ、少年誌の主人公は少年であることが多い。だが、『コブラ』は葉巻を咥えた成人男性が主人公で子供のキャラクターはほとんど登場せず、セクシーな女性キャラクターとのラブロマンスもあるという内容であり、当時の少年マンガ界においてその作風と主人公のキャラクター性は一線を画していた。
コブラの愛用するサイコガンは本作の代名詞ともなっている武器だが、腕に銃などの武器を仕込んだキャラクターが登場する作品は本作に限らずそれまでにも多数存在し、作中でもドーベルやアイアン・ブル軍曹、クイーンなどコブラ以外にも腕に銃を仕込んでいるキャラクターは存在する。だが、「精神力をエネルギーに変える銃」というアイデアは、『コブラ』が発表された当時は画期的なものであり、以後そのアイデアを流用したと思しき作品やパロディなどが幾つか登場している。

## 声優
- 松崎しげる
  - 初の映像化作品となる映画『SPACE ADVENTURE コブラ』で担当。
  - 2009年のOVAおよび2010年のTVシリーズ第2作『COBRA THE ANIMATION』ではエンディングテーマを歌唱。2008年に行われた『COBRA THE ANIMATION』記者発表会では、コブラのことを「世界に通用する男」と語っている[4]。
- 山田康雄
  - 玩具『スペースコブラ プロフェッショナル』のCMで起用されたのち、ゲーム『コブラ 黒竜王の伝説』、『コブラII 伝説の男』で担当。
  - 原作者の寺沢はコブラの声に山田をイメージしており、執筆の際は「山田さんだったらこんな風にしゃべるだろうな」ということを常に意識していた[5]。また、山田はコブラのモデルの一人であるジャン＝ポール・ベルモンドの吹き替えを多く務めていた。
  - 『スペースコブラ』製作時、寺沢は山田の起用を希望したが、制作会社の東京ムービー（現：トムス・エンタテインメント）では山田が主演する『ルパン三世』シリーズも製作しており、そのイメージが強すぎたことに加え、山田自身も『ルパン』以外のテレビアニメへ出演することに難色を示したことから実現しなかった。
  - アニメ放映後に製作されたゲームは、再び寺沢が山田の起用を熱望し、オファーを受けた山田も「アニメではなくゲームなら」とそれを承諾したため実現に至った。
- 野沢那智
  - TVアニメ『スペースコブラ』で起用されて以来、OVA『COBRA THE ANIMATION』など最も多く担当した。
  - 山田と口調が似ていた野沢はコブラを演じるにあたり、山田演じるルパン三世とキャラクターがかぶらないよう強く意識したという[6]。なお、野沢は1969年製作の『ルパン三世（パイロットフィルム）』においてルパン三世を演じた（アニメではスケジュールの都合から出演できず山田が起用された）ことがあり、山田に代わる形で『スペースコブラ』でオファーを受けた際は快諾したという。
  - コブラへの思いが深かった野沢は、OVA製作時に寺沢へ送った年賀状に「コブラは他の人にしないで」と書いたという[4]。
- 屋良有作
- プレイステーション用ゲーム『コブラ・ザ・シューティング』で担当。
- 内田直哉
  - OVA『COBRA THE ANIMATION』で青年期のコブラの声を担当後、TVシリーズ『COBRA THE ANIMATION』でコブラの声を担当。
  - OVA収録時から体調を崩していた野沢は、TVシリーズ収録時に療養（後に死去）のため降板。青年期を演じた内田が野沢の後任として起用された。なお、内田はOVA収録時に野沢から「このコブラはイケメン過ぎる、これからは直哉、お前が遣れ！」と言われたことがあったという[7]。

※実際には担当していないものの、寺沢はコブラ役を演じて欲しい声優を問われて、2018年のTwitterで友人の大塚明夫さんのコブラが見てみたいです。、コブラは大塚明夫！レディは同じと返答している。

## 備考
- 「ラグ・ボール」編で、ギルドの麻薬密売ネットワークを壊滅させる報酬として司法取引により一度「すべての罪状を帳消し」（特赦）にされている。しかし、マーメイド退治後にパトロール基地の金庫室の天井を撃ち破り逃走したことで、ドミニク曰く「公共物破壊」の罪状で新たに手配された。この際にコブラ自身は特赦を望んではいなかったが、現金払いで200万ドルを追加されて了承している。
- 後年の「マジックドール」編では、マハトーマ星からマーラの巻物を盗み出す報酬として「銀河パトロールにあるコブラの全犯罪歴データの削除」を提示され、「ラグ・ボール」編とは対照的に「魅力的な報酬」と言って引き受けている。